# Роберт Лансінг
Роберт Лансінг (чи Ленсінг) (англ. Robert Lansing; 17 жовтня 1864 — 30 жовтня 1928) — американський державний діяч, дипломат. Радник у Державному департаменті, а згодом 42-ий державний секретар США в уряді Вудро Вільсона (1915—1920). Консервативний демократ, захисник американських прав у галузі міжнародного права. Супротивник німецької автократії та радянського більшовизму. Брав участь в угоді Лансінга–Ішії з Японією 1917 року. Член Американської комісії для мирних переговорів у Парижі 1919 року.

## Життєпис
Уродженець штату Нью-Йорк.
Державний секретар США з 24 червня 1915 до 13 лютого 1920 (президент Вудро Вільсон). Представляв США на засіданнях Паризької мирної конференції 1919—1920. Вважав, що українці нездатні створити державу: Необхідно мати певний рівень виховання, щоб воно стало зрілим для автономії. На одному із засідань заявив: Америка визнає тільки одну неподільну російську націю, яка повинна бути зфедерована у своїй внутрішній політиці на зразок США.

## Див.  також
- Інститут Роберта Лансінга